# Mésange d'Owston
Sittiparus owstoni
Pour les articles homonymes, voir Owston.
Espèce
Statut de conservation UICN

EN : En danger
La Mésange d'Owston (Sittiparus owstoni) est une espèce d'oiseau de la famille des paridés. Elle est endémique du sud de l'archipel d'Izu (îles Miyake, Mikura et Hachijo) au Japon.
Son nom est attribué au naturaliste et collecteur anglais Alan Owston (en) (1853–1915).